# Gare de Coulon
 (août 2025).
La gare de Coulon est une gare ferroviaire française fermée de la ligne de La Possonnière à Niort. Elle est située sur le territoire de la commune de Coulon dans le département des Deux-Sèvres, en région Nouvelle-Aquitaine.

## Situation ferroviaire
Établie à 22 mètres d'altitude, la gare de Coulon est située au point kilométrique (PK) 157,078 de la ligne de La Possonnière à Niort, entre la gare fermée de Benet et celle de Niort. 

## Histoire
La gare est inaugurée le 29 décembre 1869, lors de la mise en service de la ligne ferroviaire Niort-Bressuire-Cholet, édifiée à partir de 1866 par la Compagnie du chemin de fer de Paris à Orléans. Dès 1868, les plans cadastraux attestent de la présence de la maison de garde-barrière, du bâtiment-voyageurs et de la halle aux marchandises. L'infrastructure s'accroît après l'ouverture, en 1881, de la ligne Niort-Fontenay-le-Comte. Une voie de chargement, destinée au fret, ainsi que deux plaques tournantes sont adjointes en 1892, suivies, en 1902, de l'installation d'un pont-bascule pour la pesée des convois.
La ligne ferroviaire desservant Bressuire fut supprimée au trafic voyageurs en 1939, remplacée temporairement par un omnibus routier entre 1940 et 1969, avant que son exploitation marchandises ne prenne fin définitivement en 1971. Quant à la voie ferrée reliant Niort à Fontenay-le-Comte, elle cessa toute circulation de voyageurs dès 1969, tandis que le transport de fret y persista jusqu’en 1996. Désaffecté puis aliéné, l’ancien édifice voyageurs de la gare de Coulon fut reconverti en logis privé. L'abri attenant, initialement dévolu aux usagers, a été déménagé et remonté dans le cœur du bourg, près de l'école.